# Список умерших в 1985 году
В этой статье представлен список известных людей, умерших в 1985 году.
- См. также: Категория:Умершие в 1985 году

## Январь
- 1 января — Александр Добкевич (75) — Герой Советского Союза.
- 2 января — Улита Костюченко (71) — Герой Социалистического Труда.
- 2 января — Василий Крючков (63) — Герой Советского Союза, полковник, военный лётчик 2-го класса.
- 3 января — Дмитрий Григорьев (64) — Герой Советского Союза.
- 3 января — Николай Редькин (77) — Герой Советского Союза.
- 4 января — Михаил Путилин (70) — Герой Советского Союза.
- 5 января — Андрей Ефремов (74) — полковник Советской Армии, участник Великой Отечественной войны, Герой Советского Союза.
- 5 января — Терентий Зубов (82) — советский военачальник.
- 5 января — Николай Калинин (60) — советский хозяйственный деятель, директор Серпуховского радиотехнического завода. Герой Социалистического Труда.
- 5 января — Михаил Никулин (86) — русский советский писатель-прозаик.
- 5 января — Алексис Раннит (70) — эстонский поэт, искусствовед, критик.
- 7 января — Владимир Коккинаки (80) — лётчик-испытатель, дважды Герой Советского Союза, заслуженный лётчик-испытатель СССР, генерал-майор авиации.
- 7 января — Пётр Сидоренко (77) — советский военный деятель, генерал-лейтенант артиллерии. Герой Советского Союза.
- 8 января — Александр Алон — израильский поэт и автор-исполнитель.
- 8 января — Анна Шинкаренко (77) — доктор фармацевтических наук, профессор, химик-органик, ректор Пятигорского фармацевтического института.
- 10 января — Александр Вайсенберг (68) — советский физик-экспериментатор.
- 10 января — Антон Карас (78) — австрийский музыкант-импровизатор на цитре.
- 11 января — Уильям Джон Маккелл (93) — британский государственный деятель, генерал-губернатор Австралии (1947—1953).
- 11 января — Йозеф Чтыржокий (78) — чехословацкий футболист, защитник.
- 13 января — Кэрол Уэйн (42) — американская киноактриса[1].
- 14 января — Алькей Маргулан (80) — советский учёный-археолог, востоковед, историк, литературовед, искусствовед.
- 15 января — Мартин Дзур (65) — чехословацкий военный и государственный деятель, генерал армии.
- 17 января — Василий Доронин (67) — Герой Советского Союза.
- 17 января — Фёдор Мазурин (65) — Герой Советского Союза.
- 18 января — Мордехай Бентов (84) — израильский журналист, политик и государственный деятель.
- 19 января — Василий Виноградов (90) — член КПСС, партийный и государственный деятель.
- 20 января — Всеволод Левенок — советский археолог.
- 20 января — Габиден Мустафин (82) — казахский советский писатель, общественный деятель.
- 20 января — Александр Попов (68) — Герой Советского Союза.
- 21 января — Пётр Замчалов (71) — полковник Советской Армии, участник Великой Отечественной войн, Герой Советского Союза.
- 22 января — Михаил Громов (85) — советский лётчик и военачальник, Герой Советского Союза.
- 22 января — Алексей Казачков (75) — Герой Советского Союза.
- 23 января — Батыр Закиров (48) — советский узбекский певец, народный артист Узбекской ССР.
- 23 января — Семён Кравцов (61) — организатор сельскохозяйственного производства, председатель колхоза им. Мичурина, Красносулинского района, Ростовской области.организатор сельскохозяйственного производства, председатель колхоза им. Мичурина, Красносулинского района, Ростовской области.
- 23 января — Дмитрий Кратов — Герой Советского Союза.
- 23 января — Владимир Щеглов (80) — советский и узбекский астроном и популяризатор науки.
- 25 января — Ада Владимирова (94) — советская поэтесса, переводчик.
- 25 января — Николай Дворцов (67) — писатель.
- 26 января — Павел Байдебура (83) — украинский писатель, председатель правления Донецкой организации союза писателей Украины.
- 26 января — Яков Юхтман (50) — американский шахматист.
- 27 января — Авксентий Качуровский (88) — советский работник сельского хозяйства, звеньевой колхоза имени Артёма Каменского района Молдавской ССР.
- 30 января — Георгий Клепиков (70) — капитан теплохода «Николаевск» Камчатского управления морского флота Дальневосточного морского пароходства, город Петропавловск-Камчатский.
- 30 января — Анатолий Козиев (78) — Герой Советского Союза.
- 30 января — Эдуард Негребецкий (76) — советский теннисист, тренер, заслуженный мастер спорта СССР.
- 30 января — Николай Савченко (64) — Герой Советского Союза.

## Февраль
- 1 февраля — Пётр Гришин (70) — генеральный директор Владимирского тракторостроительного производственного объединения.
- 1 февраля — Николай Попов (81) — Герой Социалистического Труда.
- 1 февраля — Ипполит Хвичиа (74) — советский и грузинский киноактёр, Народный артист Грузинской ССР.
- 1 февраля — Николай Шаповалов (59) — Герой Советского Союза.
- 2 февраля — Анатолий Луговцов (63) — советский хозяйственный, государственный и политический деятель.
- 2 февраля — Яков Никифоров (73) — советский комбайнёр. Герой Социалистического Труда.
- 3 февраля — Владимир Романов[уточнить] (71) — Герой Советского Союза.
- 3 февраля — Туфа Фазылова (67) — таджикская советская оперная певица (лирическое сопрано), актриса. Народная артистка СССР.
- 4 февраля — Юрий Третьяков (53) — советский писатель, автор детских книг.
- 4 февраля — Луйс Шмитс (78) — латвийский и советский театральный актёр.
- 6 февраля — Дадаш Бабажанов (62) — Герой Советского Союза.
- 6 февраля — Шломо Гойтейн (84) — немецко-еврейский этнограф, американский историк, арабист и востоковед, известный своими исследованиями жизни средневековых евреев в исламских странах.
- 6 февраля — Наталья Забила (81) — украинский советский прозаик, фантаст.
- 6 февраля — Джеймс Хедли Чейз (78) — английский писатель, автор остросюжетных детективов.
- 7 февраля — Геннадий Буров (60) — Герой Социалистического Труда.
- 8 февраля — Николай Потапов (59) — Полный кавалер Ордена Славы.
- 8 февраля — Пётр Хомко (72) — советский государственный деятель, первый секретарь Березовского райкома Компартии Украины.
- 8 февраля — Александр Эскин (83) — советский театральный деятель, основатель и первый директор Центрального дома актёра.
- 10 февраля — Александр Удодов (67) — командир отделения 997-го стрелкового полка (263-я стрелковая дивизия, 51-я армия, 4-й Украинский фронт), сержант. Герой Советского Союза.
- 11 февраля — Талгат Нигматуллин (35) — советский киноактёр, кинорежиссёр.
- 11 февраля — Алексей Тяглов (72) — советский агроном. Заслуженный агроном Карельской АССР.
- 14 февраля — Иван Францевич (79) — советский украинский физикохимик и материаловед, академик АН Украины, Герой Социалистического Труда.
- 16 февраля — Иван Киприянов (70) — Полный кавалер ордена Славы.
- 18 февраля — Николай Вирановский (74) — церковный композитор, регент архиерейского хора в Успенском кафедральном соборе в Одессе.
- 18 февраля — Евгений Жарковский (78) — советский композитор.
- 19 февраля — Иван Плахтин (77) — украинский советский прозаик, драматург, журналист.
- 21 февраля — Пётр Перегуда (71) — Герой Советского Союза.
- 22 февраля — Тит Сеньков (67) — Герой Советского Союза.
- 23 февраля — Кирилл Сулейков (92) — советский военный деятель, Генерал-майор танковых войск.
- 24 февраля — Николай Цивчинский (79) — советский художник монументального и декоративно-прикладного искусства, заслуженный деятель искусств Казахской ССР.
- 25 февраля — Ростислав Ящук (70) — Герой Советского Союза.
- 26 февраля — Константин Лебедев (70) — Герой Советского Союза.
- 26 февраля — Георгий Холодный (65) — Герой Советского Союза.
- 27 февраля — Никита Брыгин (57) — русский советский журналист, краевед, писатель.
- 27 февраля — Дж. Пэт О’Мэлли (80) — американский актёр.
- 28 февраля — Вадим Жучкевич (69) — белорусский учёный-географ, топонимист.
- 28 февраля — Сергей Крутилин (63) — русский советский писатель.

## Март
- 1 марта — Иван Возный (77) — полный Кавалер ордена Славы, участник Великой Отечественной войны.
- 2 марта — Меркурий Гиляров (72) — русский, советский зоолог, энтомолог, основоположник почвенной зоологии, биолог-эволюционист.
- 2 марта — Александр Девятьяров (77) — участник Великой Отечественной войны, Герой Советского Союза.
- 2 марта — Михаил Евсеенко (77) — советский государственный и партийный деятель, министр нефтяной промышленности СССР (1955—1957).
- 3 марта — Иосиф Шкловский (68) — советский астроном, астрофизик, основатель школы современной астрофизики — отдела радиоастрономии Государственного астрономического института им. П. К. Штернберга Московского университета.
- 3 марта — Сергей Бонгарт (66) — известный художник русского происхождения, член Национальной Академии художеств США, поэт.
- 5 марта — Альтер Цыпкин (94) — советский учёный-юрист, доктор юридических наук, профессор, адвокат, основатель кафедры уголовно-процессуального права СЮИ-СГАП.
- 6 марта — Леонид Жариков (73) — советский писатель.
- 6 марта — Дмитрий Красильников (64) — советский учёный-космофизик, кандидат физико-математических наук.
- 7 марта — Николай Ульянов (80) — русский историк и писатель.
- 8 марта — Зиновий (Мажуга) (88) — епископ Грузинской православной церкви.
- 10 марта — Алексей Калмыков — участник Великой Отечественной войны, Герой Советского Союза.
- 10 марта — Константин Черненко (73) — Генеральный секретарь ЦК КПСС с 13 февраля 1984, Председатель Президиума Верховного Совета СССР с 11 апреля 1984.
- 12 марта — Джевдет Дерменджи (66) — советский военный.
- 13 марта — Сергей Батиньков (64) — советский офицер, участник Великой Отечественной войны, Герой Советского Союза.
- 13 марта — Стивен Морин (34) — американский серийный убийца; казнён смертельной инъекцией.
- 15 марта — Иван Иванов (63) — советский и российский философ и религиовед.
- 15 марта — Николай Носов — советский историк.
- 16 марта — Михаил Баранов (80) — участник Великой Отечественной войны, Герой Советского Союза.
- 17 марта — Николай Гусаров (79) — советский партийный деятель.
- 20 марта — Кузьма Новосёлов (66) — Герой Советского Союза.
- 21 марта — Павел Иванов (66) — полный кавалер ордена Славы.
- 21 марта — Иван Попов (70) — Герой Советского Союза.
- 22 марта — Василий Новиков — Герой Советского Союза.
- 22 марта — Алексей Туриков (65) — Герой Советского Союза.
- 24 марта — Иван Дудник (65) — советский работник сельского хозяйства, бригадир плодоовощного совхоза-техникума имени И. Солтыса Рыбницкого района Молдавской ССР.
- 24 марта — Наполеонас Пятрулис (75) — литовский художник, скульптор; профессор.
- 24 марта — Илья Сухишвили (77) — советский артист балета, балетмейстер, народный артист СССР.
- 26 марта — Александр Никитин (72) — Герой Советского Союза.
- 26 марта — Александр Смелов (71) — Герой Советского Союза.
- 27 марта — Александр Ременсон (61) — советский и российский учёный-юрист, доктор юридических наук, профессор.
- 27 марта — Иван Федосов (64) — Герой Советского Союза.
- 28 марта — Фёдор Мамонов (77) — советский партийный и государственный деятель.
- 28 марта — Марк Шагал (97) — белорусский, российский и французский график, живописец, сценограф и поэт (идиш) еврейского происхождения.
- 30 марта — Иннокентий Герасимов (79) — советский географ и почвовед.
- 30 марта — Григорий Левин (65) — советский инженер-конструктор.
- 30 марта — Василий Шаренко (73) — Герой Советского Союза.

## Апрель
- 1 апреля — Сергей Лапутин (74) — Герой Советского Союза.
- 1 апреля — Евгений Ларюшин (51) — Герой Советского Союза.
- 1 апреля — Пётр Лобас (68) — Герой Советского Союза.
- 1 апреля — Назир Сафаров (80) — узбекский советский драматург и сценарист, публицист.
- 1 апреля — Григорий Шилтьян (84) — российский итальянский художник-реалист армянского происхождения.
- 2 апреля — Семён Кац (69) — советский украинский учёный-правовед.
- 4 апреля — Динара Асанова (42) — советский кинорежиссёр, заслуженный деятель искусств РСФСР (1980).
- 5 апреля — Иван Петрашин (80) — советский военный деятель, начальник политотдела 9-й пластунской стрелковой дивизии, полковник. Писатель.
- 5 апреля — Михаил Шустов (70) — Герой Советского Союза.
- 7 апреля — Гита Балтер (74) — российский музыковед и музыкальный педагог.
- 8 апреля — Евгений Капелькин (61) — советский театральный режиссёр.
- 9 апреля — Бенцион Вул (81) — советский физик, специалист в области физики диэлектриков, полупроводников и квантовой электроники.
- 9 апреля — Николай Котов (67) — Герой Советского Союза.
- 10 апреля — Григорий Баламуткин (67) — Герой Советского Союза.
- 10 апреля — Александр Давыдов (75) — Герой Советского Союза.
- 11 апреля — Василий Балашов (64) — Герой Советского Союза.
- 11 апреля — Энвер Ходжа (76) — первый секретарь Албанской партии труда в 1941 — 1985 годах, фактический руководитель страны.
- 12 апреля — Иван Калабушкин (70) — Герой Советского Союза.
- 13 апреля — Фёдор Буклов (60) — Герой Советского Союза.
- 13 апреля — Александр Вобликов (62) — Герой Советского Союза.
- 13 апреля — Тимофей Седенков (67) — Герой Советского Союза.
- 14 апреля — Соломон Адливанкин (62) — советский лингвист.
- 14 апреля — Александр Бочкарёв (76) — советский политический деятель, 1-й секретарь Саратовского сельского областного комитета КПСС (1963—1964).
- 15 апреля — Зарифа Азиз кызы Алиева (61) — известный азербайджанский офтальмолог, академик Академии наук Азербайджана, профессор.
- 15 апреля — Лазарь Глускин (62) — профессор, доктор физико-математических наук.
- 16 апреля — Георгий Орлов (84) — советский архитектор.
- 18 апреля — Фёдор Рябыкин (71) — Герой Советского Союза.
- 19 апреля — Павел Батов (87) — советский военачальник, дважды Герой Советского Союза.
- 19 апреля — Сергей Токарев (85) — учёный-этнограф, историк этнографической науки, исследователь религиозных воззрений, доктор исторических наук, профессор МГУ.
- 20 апреля — Евгений Диордиев (72) — советский актёр, народный артист СССР.
- 20 апреля — Михаил Мармулёв (67) — Герой Советского Союза.
- 21 апреля — Руди Гернрайх (62) — американский модельер австрийского происхождения.
- 21 апреля — Владимир Кайдалов (77) — узбекский советский живописец, график.
- 21 апреля — Николай Кузнецов (22) — Герой Советского Союза.
- 21 апреля — Анатолий Рафтопулло (78) — участник Великой Отечественной войны, полковник, Герой Советского Союза.
- 23 апреля — Александр Алгазин (71) — Герой Советского Союза.
- 23 апреля — Сергей Юткевич (80) — советский режиссёр, художник, теоретик кино.
- 24 апреля — Ицхак Кахан (71) — судья Верховного суда Израиля.
- 24 апреля — Павел Толстиков (80) — советский военачальник, в годы Великой Отечественной войны командир 1-й гвардейской стрелковой Московско-Минской Краснознаменной ордена Суворова дивизии 11-й гвардейской армии 3-го Белорусского фронта, гвардии генерал-майор, Герой Советского Союза.
- 25 апреля — Виктор Купрадзе (81) — грузинский ученый. Профессор, доктор математических наук, академик Академии Наук Грузинской ССР.
- 25 апреля — Уку Мазинг (75) — эстонский теолог, поэт, фольклорист.
- 25 апреля — Павел Орлянский (76) — Герой Советского Союза.
- 25 апреля — Михаил Твеленев (64) — Герой Советского Союза.
- 26 апреля — Павел Кондратьев (82) — русский художник, живописец, график.
- 26 апреля — Иван Максимча (62) — Герой Советского Союза.
- 27 апреля — Эммануил Двинский — известный советский журналист, кинорежиссёр и сценарист.
- 27 апреля — Григорий Донец (71) — украинский советский поэт, литературный критик, переводчик.
- 28 апреля — Павел Алексеев (72) — Герой Советского Союза.
- 30 апреля — Ильяс Абдуллаев (72) — советский политический деятель, председатель Президиума Верховного Совета Азербайджанской ССР (1958—1959).
- 30 апреля — Михаил Рабинович — советский художник, преподаватель пластической анатомии.

## Май
- 1 мая — Николай Плеханов (63) — Герой Советского Союза.
- 2 мая — Владимир Свирчевский (65) — Герой Советского Союза.
- 3 мая — Александр Аксинин (35) — выдающийся русский художник-график.
- 3 мая — Стасис Раштикис (88) — литовский генерал, главнокомандующий, активист литовской эмиграции в США, журналист.
- 5 мая — Картер Браун (61) — австралийский писатель британского происхождения, преимущественно детективного жанра.
- 5 мая — Борис Рубаненко (74) — советский архитектор, народный архитектор СССР.
- 6 мая — Александр Шевцов (78) — советский писатель.
- 7 мая — Евгений Богат (61) — русский советский писатель, публицист.
- 7 мая — Григорий Король (62) — Полный кавалер ордена Славы.
- 8 мая — Теодор Старджон (67) — выдающийся американский писатель-фантаст.
- 8 мая — Сьюзан Морроу (53) — американская актриса кино и телевидения.
- 9 мая — Григорий Гасенко (75) — русский советский писатель-натуралист и публицист.
- 9 мая — Константин Кузнецов — Герой Социалистического Труда.
- 10 мая — Антон Якуба (77) — Герой Советского Союза.
- 11 мая — Иван Аврамов (69) — советский актёр и режиссёр.
- 11 мая — Алексей Сальников (64) — Герой Советского Союза.
- 12 мая — Николай Потапович (62) — Полный кавалер ордена Славы.
- 13 мая — Евгений Макаров (72) — композитор, военный дирижёр.
- 13 мая — Александр Микулин (90) — советский конструктор, академик АН СССР.
- 13 мая — Юрий Работнов (71) — советский учёный-механик, академик АН СССР.
- 13 мая — Василий Савельев (66) — Герой Советского Союза.
- 14 мая — Бахрам Мансуров (74) — советский азербайджанский тарист, народный артист Азербайджанской ССР.
- 14 мая — Мохамад Мунир (59) — индонезийский коммунист.
- 15 мая — Габдулла Каржаубаев (80) — советский политический деятель, председатель Верховного Совета Казахской ССР (1951—1955)[источник не указан 3385 дней].
- 15 мая — Яков Тонконогов (88) — советский военачальник, генерал-майор.
- 16 мая — Иван Артамонов (70) — Герой Советского Союза.
- 16 мая — Милица Нечкина (84) — советский историк.
- 16 мая — Михаил Сельгиков (64) — Герой Советского Союза.
- 18 мая — Иван Колесников (83) — советский хирург, доктор медицинских наук.
- 19 мая — Аркадий Цинман (76) — советский актёр театра и кино. Народный артист РСФСР.
- 20 мая — Андрей Баклан (67) — Герой Советского Союза.
- 21 мая — Николай Рыкалин (82) — советский учёный, академик АН СССР.
- 21 мая — Иван Щукин (75) — Герой Советского Союза.
- 22 мая — Александр Бабаев (61) — Герой Советского Союза.
- 22 мая — Габор Васари — венгерский писатель и сценарист.
- 22 мая — Иван Вторников (62) — полный кавалер ордена Славы.
- 22 мая — Алексей Клюшкин (59) — Герой Советского Союза.
- 22 мая — Алексей Стахорский (63) — Герой Советского Союза.
- 22 мая — Николай Храпов — Герой Советского Союза.
- 23 мая — Владимир Абрамов (63) — Герой Советского Союза.
- 23 мая — Харитон Горегляд (86) — советский учёный в области ветеринарии, доктор ветеринарных наук, профессор.
- 23 мая — Иван Копылов (64) — Герой Советского Союза.
- 24 мая — Александр Корявин (19) — Герой Советского Союза.
- 24 мая — Станислав Хитров (48) — советский актёр театра и кино.
- 27 мая — Иван Чиликин (71) — Герой Советского Союза.
- 28 мая — Владимир Задорожный (29) — Герой Советского Союза.
- 28 мая — Али Ибрагимов (71) — советский партийный и государственный деятель, Председатель Совета Министров Азербайджанской ССР (1970—1981).
- 28 мая — Мамед Искендеров (69) — советский партийный и государственный деятель.
- 29 мая — Иван Засорин (72) — Герой Советского Союза.
- 29 мая — Фирс Шишигин (76) — русский советский театральный режиссёр, педагог. Народный артист СССР (1964). Лауреат Сталинской премии третьей степени.
- 30 мая — Ольга Анстей (73) — русская и украинская поэтесса и переводчица «второй волны» эмиграции, первая жена поэта Ивана Елагина.
- 31 мая — Владимир Екимов (63) — участник Великой Отечественной войны, заслуженный металлург СССР.

## Июнь
- 1 июня — Николай Ковалёв (36) — Герой Советского Союза.
- 1 июня — Иван Скиданенко — советский государственный деятель; министр электротехнической промышленности СССР.
- 2 июня — Луиса Мондшайн Халфон (82) — аргентинская поэтесса.
- 4 июня — Кайсын Кулиев (67) — балкарский поэт.
- 4 июня — Михаил Фихтенгольц — советский скрипач.
- 6 июня — Павел Кабанов (65) — участник Великой Отечественной войны, Герой Советского Союза.
- 6 июня — Иван Половец (77) — участник Великой Отечественной войны, Герой Советского Союза.
- 6 июня — Иван Ткачёв (64) — полный кавалер ордена Славы.
- 7 июня — Василий Исаев (68) — участник Великой Отечественной войны, Герой Советского Союза.
- 7 июня — Павел Кулык (67) — участник Великой Отечественной войны, Герой Советского Союза.
- 7 июня — Иван Устинов (67) — участник Великой Отечественной войны, Герой Советского Союза.
- 8 июня — Кирилл Щербина (75) — управляющий трестом «Никополь-Марганец» Днепропетровской области.
- 9 июня — Алексей Кузнецов (65) — участник Великой Отечественной войны, Герой Советского Союза.
- 9 июня — Иван Назаренко (76) — украинский советский историк, философ.
- 11 июня — Николай Закутенко (63) — подполковник Советской Армии, участник Великой Отечественной войны, Герой Советского Союза.
- 12 июня — Марк Нейштадт (81) — российский палеогеограф, палеоботаник, болотовед.
- 12 июня — Пётр Скорик (79) — советский лингвист и педагог, доктор филологических наук, профессор.
- 12 июня — Вячеслав Фронтов (63) — участник Великой Отечественной войны, Герой Советского Союза.
- 13 июня — Василий Архипов (79) — дважды Герой Советского Союза.
- 13 июня — Николай Крылов — Герой Советского Союза.
- 14 июня — Василий Леонтьев (68) — Герой Советского Союза.
- 14 июня — Иван Травкин (76) — Герой Советского Союза, командовал подводной лодкой «Щ-303», затем «К-52», капитан 1 ранга.
- 15 июня — Эразм Карамян (73) — советский кинорежиссёр, народный артист СССР (1971).
- 15 июня — Яков Минин (63) — участник Великой Отечественной войны, Герой Советского Союза.
- 15 июня — Иван Орлов (74) — участник Великой Отечественной войны, Герой Советского Союза.
- 16 июня — Александр Казарцев (83) — участник Великой Отечественной войны, Герой Советского Союза.
- 16 июня — Юлдаш Агзамов (76) — узбекский, советский актёр.
- 17 июня — Кирилл Москаленко (83) — советский военачальник, дважды Герой Советского Союза, Маршал Советского Союза.
- 18 июня — Василий Солдатенко (65) — Герой Советского Союза.
- 19 июня — Майя Кристалинская (53) — советская эстрадная певица, Заслуженная артистка РСФСР (1974).
- 20 июня — Максим Донцов (71) — Герой Советского Союза.
- 20 июня — Звирбулис, Валдис Андреевич (49) - советский латвийский спортсмен (русские и международные шашки), тренер по шашкам, шашечный композитор, спортивный журналист, спортивный функционер.
- 20 июня — Григорий Игнатьев (84) — марийский советский государственный и хозяйственный деятель.
- 22 июня — Леонид Коваленко — украинский советский историк.
- 22 июня — Николай Корнюшкин — Герой Советского Союза.
- 24 июня — Михаил Гармоза (67) — гвардии капитан Советской Армии, участник Советско-финской и Великой Отечественной войн, Герой Советского Союза.
- 24 июня — Дмитрий Иванов (62) — Герой Советского Союза.
- 24 июня — Валдис Лукс (80) — латвийский писатель, журналист и общественный деятель.
- 24 июня — Виктор Хальзов (63) — Герой Советского Союза.
- 24 июня — Николай Чеченя (69) — Полный кавалер ордена Славы.
- 24 июня — Евгений Фридберг (73) — зам. главного конструктора одной из первых советских систем радиотехнического наблюдения космического базирования.
- 25 июня — Владимир Босенко (60) — омский художник, живописец.
- 25 июня — Анатолий Калашников (62) — Герой Советского Союза.
- 25 июня — Алексей Комлев — Герой Социалистического Труда.
- 25 июня — Константин Роденко (62) — Герой Советского Союза.
- 26 июня — Александр Брыжин (62) — советский государственный и партийный деятель, 1-й секретарь Кокчетавского областного комитета КП Казахстана (1964—1968).
- 26 июня — Виктор Каширкин (66) — Герой Советского Союза.
- 28 июня — Мария Брынцева (78) — дважды Герой Социалистического Труда.
- 28 июня — Николай Солодков (61) — Герой Советского Союза.

## Июль
- 1 июля — Вениамин Горбачёв (70) — советский офицер, Герой Советского Союза.
- 1 июля — Александр Котелков (74) — Герой Советского Союза.
- 2 июля — Дэвид Пэрли (40) — британский автогонщик, участник чемпионатов мира по автогонкам в классе Формула-1.
- 3 июля — Николай Бедренко (61) — Герой Советского Союза.
- 3 июля — Владимир Маджар (63) — Полный кавалер ордена Славы.
- 4 июля — Николай Шевченко (75) — Герой Советского Союза.
- 5 июля — Анна Бычкова (99) — член КПСС, партийный и революционный деятель.
- 6 июля — Николай Египко (81) — вице-адмирал Военно-Морского Флота СССР, Герой Советского Союза.
- 6 июля — Валерий Зубков (45) — композитор, заслуженный деятель культуры Чувашии, автор музыки к фильму «Цыган».
- 8 июля — Саймон Кузнец (84) — американский экономист белорусского происхождения. Лауреат Нобелевской премии по экономике 1971 г.
- 8 июля — Мандыбура, Михаил Карпович (64) — младший лейтенант Советской Армии, участник Великой Отечественной войны, Герой Советского Союза.
- 8 июля — Соломон Пекар (68) — советский физик-теоретик, академик АН УССР.
- 9 июля — Карлис Лобе (90) — штандартенфюрер Латышского добровольческого легиона СС, офицер русской и латвийской армии. Кавалер Ордена Трех звезд.
- 9 июля — Шарлотта (89) — великая герцогиня Люксембургская с 1919 по 1964 годы.
- 12 июля — Леонид Кадыргалиев (59) — Герой Советского Союза.
- 12 июля — Андрей Милютин (61) — старший сержант Рабоче-крестьянской Красной Армии, участник Великой Отечественной войны, Герой Советского Союза.
- 12 июля — Салима Саттарова (65) — казахская и уйгурская советская актриса, народная артистка Казахской ССР
- 12 июля — Михаил Чёрный (73) — советский кинооператор.
- 13 июля — Чарльз Блисс (87) — инженер-химик, изобретатель языка символов, который носит его имя — блиссимволика.
- 14 июля — Александр Яковицкий (76) — участник Великой Отечественной войны, заместитель командира 140-го гвардейского штурмового авиационного полка 8-й гвардейской штурмовой авиационной дивизии 2-й воздушной армии 1-го Украинского фронта, Герой Советского Союза.
- 16 июля — Генрих Бёлль (67) — немецкий писатель, лауреат Нобелевской премии по литературе (1972).
- 16 июля — Роман Хесин-Лурье (63) — советский биохимик и генетик, член-корреспондент АН СССР.
- 17 июля — Марк Брага (75) — дважды Герой Социалистического Труда.
- 19 июля — Пётр Селезнёв (65) — Герой Советского Союза.
- 19 июля — Сергей Чепелюк (63) — Герой Советского Союза.
- 20 июля — Александр Котар (71) — генерал-майор Советской Армии, участник Великой Отечественной и советско-японской войн.
- 22 июля — Иван Санько (82) — советский военачальник, Герой Советского Союза, генерал-полковник артиллерии.
- 22 июля — Анатолий Швецов (79) — советский общественный деятель и учёный, заведующий кафедрой политической экономии Саратовского государственного университета, директор Саратовского юридического института.
- 24 июля — Василий Верховых (89) — член КПСС, партийный и хозяйственный деятель.
- 24 июля — Бен Голд (86) — американский еврейский писатель.
- 24 июля — Михаил Зайцев (63) — советский политический деятель, председатель СМ Чувашской АССР (1962—1975)[источник не указан 3383 дня].
- 25 июля — Александр Ковинька — украинский писатель, юморист, сатирик и публицист.
- 25 июля — Алексей Мальчевский (69) — один из ведущих советских орнитологов.
- 27 июля — Мишель Одиар (65) — французский сценарист и кинорежиссёр, отец кинорежиссёра Жака Одиара.
- 28 июля — Егор Домнич (79) — Герой Советского Союза.
- 28 июля — Иов Угольский (83) — архимандрит Русской православной церкви. Местночтимый святой Хустской епархии.
- 29 июля — Борис Малышев (62) — советский учёный в области механики.
- 29 июля — Джуда Уотен (74) — австралийский писатель-новеллист, творчество которого, одно время, было голосом австралийской иммиграции.
- 30 июля — Иосиф Гихман (67) — советский украинский математик.
- 31 июля — Пётр Дячкин (60) — полный кавалер Ордена Славы.
- 31 июля — Аркадий Чепелев (70) — Герой Советского Союза.

## Август
- 9 августа — Фёдор Степанников (74) — Герой Советского Союза.
- 9 августа — Вадим Шмидт (58) — советский учёный, доктор физико-математических наук, профессор Московского института стали и сплавов.
- 11 августа — Павел Коровкин (72) — советский математик, доктор физико-математических наук, профессор.
- 14 августа — Иван Колин — Герой Советского Союза.
- 14 августа — Ефим Павлов (70) — Герой Советского Союза.
- 14 августа — Николай Столяров (66) — военный лётчик, Герой Советского Союза.
- 15 августа — Иван Гронский (90) — советский общественный деятель, журналист, главный редактор газеты «Известия» в 1928—1934; литературовед, ему приписывают авторство термина «социалистический реализм».
- 15 августа — Василий Нетёсов (66) — Герой Советского Союза.
- 18 августа — Анатолий Соколов (71) — Герой Советского Союза.
- 19 августа — Йонас Миколо Кузминскис (78) — советский график.
- 21 августа — Степан Савчук (70) — Герой Советского Союза.
- 22 августа — Франц Рогульский (68) — Герой Советского Союза.
- 22 августа — Пётр Романенко (80) — Герой Советского Союза.
- 22 августа — Александра Хохлова (87) — советская киноактриса, педагог, заслуженная артистка РСФСР.
- 23 августа — Виктор Григорьев[уточнить] (64) — участник Великой Отечественной войны, майор. Герой Советского Союза.
- 23 августа — Сергей Королёв (51) — русский советский поэт.
- 23 августа — Александр Титов (71) — советский актёр театра, кино и дубляжа, театральный деятель. Участник Великой Отечественной войны.
- 23 августа — Игамберды Ходжамбердиев (73) — участник Великой Отечественной войны, полный Кавалер ордена Славы.
- 24 августа — Александр Фёдорович Смирнов[уточнить] (79) — участник Великой Отечественной войны, майор. Герой Советского Союза.
- 25 августа — Саманта Смит (13) — американская школьница из штата Мэн, ставшая всемирно известной благодаря письму, которое она написала только что ставшему генеральным секретарём ЦК КПСС Андропову.
- 26 августа — Олег Нейкирх (71) — болгарский шахматист; международный мастер.
- 28 августа — Николай Искрин (67) — Герой Советского Союза.
- 29 августа — Александр Абрамский (87) — советский композитор, фольклорист.
- 29 августа — Роман Булдович (82) — советский политический деятель, председатель Исполнительного комитета Черновицкого областного Совета (1948—1950)[источник не указан 3383 дня].
- 30 августа — Узарак Акбауов (76) — Герой Советского Союза.
- 30 августа — Яков Вергун (72) — майор Советской Армии, участник Польского похода РККА и Великой Отечественной войны, Герой Советского Союза.
- 30 августа — Семён Гетьман (82) — Герой Советского Союза.
- 31 августа — Фрэнк Макфарлейн Бёрнет (85) — выдающийся австралийский вирусолог-иммунолог. Лауреат Нобелевской премии по физиологии или медицине.
- 31 августа — Василий Голубев (66) — русский советский художник.
- 31 августа — Борис Ковзан (63) — советский лётчик-истребитель 744-го истребительного авиационного полка 240-й истребительной авиационной дивизии 6-й воздушной армии Северо-Западного фронта, заместитель командира полка, полковник, Герой Советского Союза.

## Сентябрь
- 4 сентября — Василий Стус (47) — украинский поэт, правозащитник, политзаключённый, Герой Украины (2005, посмертно).
- 6 сентября — Владимир Андрианов (79) — советский актёр и режиссёр.
- 6 сентября — Джейн Фрейзи (70) — американская актриса и певица.
- 7 сентября — Илья Свеженцев (75) — Герой Советского Союза.
- 8 сентября — Александр Васильев (83) — советский государственный деятель, военный прокурор — прокурор г. Москвы, государственный советник юстиции III-го класса (1944—1952).
- 8 сентября — Николай Зарянов (64) — Герой Советского Союза.
- 8 сентября — Николай Сергеев — советский партийный деятель.
- 10 сентября — Николай Игнатов (83) — Герой Советского Союза.
- 10 сентября — Бонифатий Кедров (81) — советский философ и логик, химик, историк и методолог науки, психолог, популяризатор науки.
- 10 сентября — Виктор Тарасенко (72) — Полный кавалер Ордена Славы.
- 10 сентября — Эрнст Эпик (91) — эстонский астроном.
- 12 сентября — Галина Джунковская (62) — Герой Советского Союза.
- 13 сентября — Михаил Маляренко (66) — Герой Советского Союза.
- 13 сентября — Владимир Павлов (74) — тяжелоатлет и тренер, заслуженный тренер РСФСР.
- 14 сентября — Владимир Басманов (61) — Герой Советского Союза.
- 14 сентября — Пётр Дегтярёв (81) — советский военачальник, генерал-лейтенант артиллерии.
- 15 сентября — Алексей Епишев (77) — советский партийный и военный деятель, дипломат, генерал армии.
- 15 сентября — Александр Шевченко (71) — Герой Советского Союза.
- 16 сентября — Павел Болотов (69) — советский офицер, танкист, участник Великой Отечественной войны, Герой Советского Союза.
- 16 сентября — Витольд Вирпша — польский поэт, эссеист, переводчик.
- 16 сентября — Николай Нагнибеда (73) — украинский советский поэт. Лауреат Сталинской премии третьей степени.
- 17 сентября — Николай Васильченко (62) — сержант Рабоче-крестьянской Красной Армии, участник Великой Отечественной войны, Герой Советского Союза.
- 24 сентября — Хенно Сепманн (60) — эстонский и советский архитектор.
- 24 сентября — Макс Фишман (69) — молдавский композитор, пианист, музыкальный педагог.
- 25 сентября — Пётр Воробьёв (77) — участник Великой Отечественной войны, Герой Советского Союза.
- 25 сентября — Моше Сегаль (81) — раввин, любавический хасид.
- 26 сентября — Александр Зинин (74) — советский баскетболист и баскетбольный тренер.
- 27 сентября — Николай Гулаев (67) — участник Великой Отечественной войны, Герой Советского Союза.
- 28 сентября — Пётр Меренков (71) — участник Великой Отечественной войны, Герой Советского Союза.
- 28 сентября — Андрей Новиков (83) — участник Великой Отечественной войны, Герой Советского Союза.
- 29 сентября — Вениамин Маркарян (71) — советский астроном.
- 29 сентября — Алексей Логвиненко (63) — участник Великой Отечественной войны, Герой Советского Союза.
- 29 сентября — Александр Мичурин-Азмекей (72) — марийский советский писатель, переводчик, журналист, педагог.
- 29 сентября — Жинганша Файзуллин (81) — участник Великой Отечественной войны, Герой Советского Союза.
- 30 сентября — Алексей Васильев (66) — участник Великой Отечественной войны, Герой Советского Союза.
- 30 сентября — Виктор Глебов (78) — участник Великой Отечественной войны, Герой Советского Союза.
- 30 сентября — Максим Ефименко (60) — Полный кавалер ордена Славы.
- 30 сентября — Митрофан Малущенко (73) — майор Советской Армии, участник Великой Отечественной войны, Герой Советского Союза.
- 30 сентября — Симона Синьоре (64) — французская актриса кино и театра, жена Ива Монтана.

## Октябрь
- 1 октября — Владимир Брон (76) — советский шахматный композитор.
- 1 октября — Элвин Уайт (86) — американский писатель, публицист, эссеист, литературный стилист.
- 2 октября — Рок Хадсон (59) — американский актёр.
- 2 октября — Любомир Дмитерко (74) — украинский советский писатель, сценарист, драматург.
- 3 октября — Станислав Ковальчик (63) — участник Великой Отечественной войны, Герой Советского Союза.
- 3 октября — Александр Немчинов (65) — участник Великой Отечественной войны, Герой Советского Союза.
- 3 октября — Владимир Рапикис (64) — латышский скульптор[источник?].
- 4 октября — Евгений Крепс (86) — советский физиолог, академик АН СССР.
- 4 октября — Глеб Стриженов (60) — советский актёр театра и кино, Заслуженный артист РСФСР (1974).
- 4 октября — Яков Третьяков (69) — Полный кавалер ордена Славы
- 6 октября — Николай Мордакин (62) — участник Великой Отечественной войны, Герой Советского Союза.
- 6 октября — Иван Фирсов (69) — участник Великой Отечественной войны, Герой Советского Союза.
- 7 октября — Сергей Блинников (77) — участник Великой Отечественной войны, Герой Советского Союза.
- 7 октября — Пинкус Фалик (75) — еврейский и украинский советский общественный деятель.
- 10 октября — Орсон Уэллс (70) — американский кинорежиссёр, актёр, сценарист.
- 10 октября — Юл Бриннер (65) — американский актёр театра и кино.
- 11 октября — Сергей Говоров (76) — Герой Советского Союза.
- 11 октября — Николай Симоненко — Герой Советского Союза.
- 12 октября — Пётр Гнида (67) — капитан Советской Армии, участник Великой Отечественной войны, Герой Советского Союза.
- 12 октября — Рики Уилсон (32) — американский гитарист и один из основателей музыкальной группы The B-52's.
- 12 октября — Сергей Осипов (70) — русский советский живописец и педагог.
- 13 октября — Франческа Бертини (93) — первая итальянская кинозвезда.
- 14 октября — Эмиль Гилельс (68) — советский пианист, один из величайших музыкантов XX века.
- 14 октября — Виктор Гурьев (71) — эстонский певец (лирико-драматический тенор).
- 17 октября — Андрей Бурковский (69) — участник Великой Отечественной войны, Герой Советского Союза.
- 17 октября — Николай Медведев (62) — Герой Советского Союза.
- 19 октября — Тимофей Яковлев (59) — Герой Советского Союза.
- 20 октября — Борис Гришин (77) — советский капитан дальнего плавания, Герой Социалистического Труда.
- 20 октября — Борис Лисаневич (80) — артист балета.
- 21 октября — Дэн Уайт (39) — американский политик, член Демократической партии США, убийца мэра Сан-Франциско Джорджа Москоне и лидера гей-движения Харви Милка; покончил жизнь самоубийством.
- 21 октября — Иван Шадрин (72) — стрелок 4-й роты 2-го батальона 1075-го стрелкового полка 316-й стрелковой дивизии 16-й армии Западного фронта, Герой Советского Союза.
- 23 октября — Михаил Шибаев (68) — Герой Советского Союза.
- 24 октября — Павел Сахаров (67) — Герой Советского Союза.
- 25 октября — Николай Волков (старший) (85) — актёр, заслуженный артист РСФСР.
- 25 октября — Виктор Макеев (61) — создатель школы морского стратегического ракетостроения Советского Союза и России, генеральный конструктор.
- 28 октября — Иоахим Кныхала (33) — польский серийный убийца; повешен.
- 28 октября — Лев Эйдлин — советский китаист и переводчик китайской литературы, доктор наук, профессор.
- 29 октября — Евгений Лифшиц (70) — советский учёный-физик.
- 30 октября — Иустина Загвоздкина (77) — актриса, народная артистка Казахской ССР.
- 31 октября — Охрим Кравченко — украинский художник-монументалист и живописец, педагог, яркий представитель школы Михаила Бойчука.
- 31 октября — Канат Курдоев (76) — советский учёный-востоковед.

## Ноябрь
- 1 ноября — Исай Альтерман (75) — советский дирижёр.
- 1 ноября — Лев Люльев (77) — советский конструктор в области создания зенитной артиллерии и зенитных управляемых ракет.
- 1 ноября — Владимир Горохов (74) — советский футболист, тренер. Заслуженный тренер РСФСР.
- 2 ноября — Лея Деганит — израильская театральная актриса, певица, художница.
- 2 ноября — Владимир Кубийович (85) — украинский политик, географ и историк, коллаборационист.
- 3 ноября — Константин Поздняков (69) — участник Великой Отечественной войны, Герой Советского Союза.
- 4 ноября — Асхаб Абакаров (40) — грузинский советский актёр, режиссёр, художник.
- 5 ноября — Борис Панченко (70) — участник Великой Отечественной войны, Герой Советского Союза.
- 5 ноября — Арнольд Чикобава (87) — грузинский лингвист и филолог.
- 6 ноября — Ханс Келлер, Ханс — британский музыковед австрийского происхождения.
- 8 ноября — Яков Гнездовский (70) — американский художник.
- 8 ноября — Мастен Грегори (53) — американский автогонщик, пилот Формулы-1.
- 8 ноября — Иван Танцюра (65) — участник Великой Отечественной войны, Герой Советского Союза.
- 9 ноября — Фёдор Астрахов (66) — полный кавалер Ордена Славы.
- 10 ноября — Гиви Джавахишвили (72) — грузинский советский государственный деятель. Председатель Совета Министров Грузинской ССР.
- 10 ноября — Иосиф Конюша (60) — красноармеец Рабоче-крестьянской Красной Армии, участник Великой Отечественной войны, Герой Советского Союза.
- 11 ноября — Вячеслав Фёдоров (66) — русский советский художник, Заслуженный художник РСФСР.
- 12 ноября — Леонид Буткевич (67) — Герой Советского Союза.
- 13 ноября — Феликсас Беляускас (71) — советский государственный и партийный деятель, председатель Верховного Совета Литовской ССР (1951—1955)[источник не указан 3383 дня].
- 13 ноября — Александр Покрышкин (72) — советский лётчик-ас, второй по результативности советский пилот-истребитель Великой Отечественной войны, первый трижды Герой Советского Союза.
- 14 ноября — Дмитрий Беляев (68) — советский генетик, академик АН СССР.
- 14 ноября — Виталий Сорокин (63) — красноармеец Рабоче-крестьянской Красной Армии, участник Великой Отечественной войны, Герой Советского Союза.
- 15 ноября — Александр Путря (56) — советский партийный и государственный деятель, первый секретарь Липецкого городского комитета КПСС.
- 18 ноября — Дмитрий Рябышев (91) — советский военачальник, генерал-лейтенант.
- 21 ноября — Владимир Семенов (62) — Герой Советского Союза.
- 22 ноября — Абикен Бектуров (83) — химик, академик АН КазССР.
- 22 ноября — Зиновий Бинкин (72) — советский трубач, композитор и дирижёр, артист симфонического оркестра Донецкого радио, солист оркестра НКО СССР, Заслуженный деятель искусств РСФСР.
- 22 ноября — Виктор Юдин (62) — Герой Советского Союза.
- 23 ноября — Арутюн Хачатрян (70) — советский врач.
- 24 ноября — Морис Подолоф (95) — американский адвокат, баскетбольный и хоккейный администратор.
- 25 ноября — Василий Бахарев (75) — Герой Советского Союза.
- 25 ноября — Валентин Воронов (69) — полный кавалер ордена Славы.
- 25 ноября — Леонтий Глущенко (71) — подполковник Советской Армии, участник боёв на озере Хасан и на реке Халхин-Гол, Великой Отечественной войны, Герой Советского Союза.
- 25 ноября — Александр Лемберг (65) — советский балетмейстер и педагог, народный артист СССР
- 25 ноября — Иван Лубяной (76) — Герой Советского Союза.
- 26 ноября — Сергей Герасимов (79) — советский кинорежиссёр, сценарист, киноактёр и педагог.
- 27 ноября — Андре Юнебель (89) — французский кинорежиссёр приключенческого и комедийного кино, снявший трилогию о Фантомасе.
- 29 ноября — Александр Батурин (70) — Герой Советского Союза.
- 29 ноября — Дмитрий Сырцов (72) — Герой Советского Союза.
- 30 ноября — Иосиф Зарицкий (94) — один из величайших художников — сподвижников искусства модернизма в Эрец-Исраэль, а затем и в государстве Израиль.

## Декабрь
- 1 декабря — Семён Киселёв (79) — Герой Советского Союза.
- 1 декабря — Гедеон Микаелян (78) — советский офицер, участник Великой Отечественной войны, Герой Советского Союза.
- 2 декабря — Михаил Суднишников (66) — Герой Советского Союза.
- 5 декабря — Михаил Лорин (76) — Герой Советского Союза.
- 6 декабря — Николай Брагинец (74) — подполковник Советской Армии, участник советско-финской и Великой Отечественной войн, Герой Советского Союза.
- 6 декабря — Кэрролл Коул (47) — американский серийный убийца; казнён смертельной инъекцией.
- 7 декабря — Салих Батыев (74) — советский политический деятель, председатель Президиума Верховного Совета Татарской АССР (1960—1983).
- 7 декабря — Роберт Грейвс (90) — британский поэт, романист и критик.
- 7 декабря — Василий Лукин (67) — Герой Советского Союза.
- 9 декабря — Наум Жолудев (63) — Герой Советского Союза.
- 10 декабря — Дмитрий Панфилов (72) — Герой Советского Союза.
- 11 декабря — Евгения Азарх-Опалова (85) — советская актриса театра и кино, народная артистка Украины.
- 11 декабря — Лев Гросман — советский киносценарист, политзаключенный ГУЛАГа, прототип одного из героев «Одного дня Ивана Денисовича» А. И. Солженицына.
- 11 декабря — Алексей Данилов (62) — Герой Советского Союза.
- 12 декабря — Салих Батыев (74) — советский государственный и партийный деятель, председатель Президиума Верховного Совета Татарской АССР (1960—1983).
- 14 декабря — Элизабет Бойко (93) — австрийско-израильский ботаник.
- 14 декабря — Василий Сорокин (76) — Герой Советского Союза.
- 14 декабря — Андрей Шахворостов (22) — Герой Советского Союза.
- 15 декабря — Моисей Шнейдеров (75) — кинооператор, сценарист и режиссёр.
- 16 декабря — Дмитрий Коржинский (86) — советский учёный-геолог, академик АН СССР.
- 16 декабря — Николай Саломахин (64) — младший лейтенант Рабоче-крестьянской Красной Армии, участник Великой Отечественной войны, Герой Советского Союза (1943), лишён всех званий и наград в связи с осуждением.
- 20 декабря — Павел Зальцман (73) — советский художник, график, писатель.
- 20 декабря — Сергей Кабяк (54) — советский партийный и государственный деятель, первый секретарь Витебского обкома КП Белоруссии.
- 20 декабря — Никита Синицын (78) — участник Великой Отечественной войны, Герой Советского Союза.
- 23 декабря — Иван Гришин (74) —
- 23 декабря — Иван Гришин (74) — советский государственный и партийный деятель, 1-й секретарь Сталинградского областного комитета ВКП(б) — КПСС (1949—1955).
- 23 декабря — Ферхат Аббас (86) — Председатель Совета Министров Временного правительства Алжирской Республики (в эмиграции) (1958—1961)
- 23 декабря — Гина Каус (92) — австро-американская писательница, драматург и сценаристка.
- 23 декабря — Григорий Портнов (62) — Полный кавалер ордена Славы.
- 23 декабря — Принц Бира (71) — тайский автогонщик, пилот Формулы-1.
- 24 декабря — Александр Следзюк (66) — главный инженер-механик атомного ледокола «Ленин».
- 25 декабря — Фёдор Кротов (70) — участник Великой Отечественной войны, Герой Советского Союза.
- 25 декабря — Александр Пейве (76) — советский геолог, академик АН СССР.
- 26 декабря — Дайан Фосси (53) — выдающийся американский этолог и популяризатор охраны окружающей среды.
- 27 декабря — Николай Гладышев (76) — участник Великой Отечественной войны, Герой Советского Союза.
- 27 декабря — Анатолий Левченко (38) — участник Великой Отечественной войны, Герой Советского Союза.
- 27 декабря — Амаяк Сноплян (78) — участник Великой Отечественной войны, Герой Советского Союза.
- 27 декабря — Анатолий Соловьёв (66) — участник Великой Отечественной войны, Герой Советского Союза.
- 27 декабря — Гарри Хопман (79) — австралийский теннисист и теннисный тренер.
- 28 декабря — Павел Роговой (90) — ведущий почвовед Беларуси, академик АН БССР.
- 29 декабря — Анатолий Горшков (77) — деятель НКВД, один из руководителей обороны города Тулы и партизанских операций в годы Великой Отечественной войны, генерал-майор.
- 30 декабря — Соломон Кацнельсон (78) — российский лингвист, доктор филологических наук, профессор.
- 31 декабря — Василий Коротков (67) — полный кавалер Ордена Славы.
- 31 декабря — Рики Нельсон (45) — известный американский музыкант и актёр.
- 31 декабря — Габит Махмутович Мусрепов (83) — казахский советский писатель, переводчик, критик и драматург, общественный деятель.

## Дата неизвестна или требует уточнения
- Николай Гридягин (31 или 32) — советский убийца и серийный насильник; расстрелян.